# Moyosi
Moyosi is een geslacht van spinnen uit de familie hangmatspinnen (Linyphiidae).

## Soorten
De volgende soorten zijn bij het geslacht ingedeeld:
- Moyosi chumota Miller, 2007
- Moyosi prativaga (Keyserling, 1886)
- Moyosi rugosa (Millidge, 1991)